# جورجي سوكولوف
جورجي سوكولوف (بالبلغارية: Георги Соколов)‏ مواليد 19 يونيو 1942 في صوفيا - الوفاة 27 يونيو 2002، كان لاعب كرة قدم بلغاري كان يلعب في مركز الدفاع. سبق له أن لعب في كأس العالم لكرة القدم مع منتخب بلاده في مونديال عام 1962.

## المسيرة الاحترافية

### أندية لعب لها
- سبارتاك بلوفديف
- ليفسكي صوفيا

## روابط خارجية
- جورجي سوكولوف على موقع الاتحاد الدولي (مؤرشف)  (الإنجليزية)
- جورجي سوكولوف على موقع قاعدة بيانات كرة القدم.إي يو (الإنجليزية)
- جورجي سوكولوف على موقع عالم كرة القدم.نت (الإنجليزية)